# 2017年委内瑞拉制宪大会选举
委内瑞拉制宪大会选举于2017年7月30日在委内瑞拉选出第四届委内瑞拉制宪大会，並於2017年8月4日正式運作。该选举是自1946年以来的第四次制宪大会选举，上次选举是在1999年。
与上一次制宪大会选举不同的是，本次大会选举是由委内瑞拉总统馬杜羅的总统令要求召开，而上一届是经过全民公投的形式召开。由於2015年委内瑞拉议会选举中，馬杜羅所在的政黨競選失利，喪失議會控制權，促使馬杜羅籌組制憲大會。根据委内瑞拉宪法，新宪法通过前，制宪大会将是高于任何其他政府部门的特殊权力机关。而之后的地方选举和总统选举也可能相应推迟。
大会所有成员由364名区域议员（约占总数的三分之二）、181名来自7个功能组别（行业协会、社区委员会、原住民、农民、学生和残障及退休的弱势群体）的议员组成，所有545名议员均由普选方式产生。制宪大会将草拟新的宪法草案并交由全民公投通过后生效。
委内瑞拉反对派宣布抵制本次制宪大会选举。而这次选举遭到包括美国等40多个国家和地区以及欧盟、南方共同市场和美洲国家组织的批评和不承认，并表示该行为只会加剧委内瑞拉的动乱。

## 背景
由于2017年美国页岩油革命导致委内瑞拉政府外汇收入锐减，加之前总统烏戈·查維茲时期的政策引起外资恐慌性撤离的影响下，委内瑞拉违法犯罪、恶性通货膨胀、生活物资短缺的社会经济总危机浮出水面。以及2015年国会选举后反对派以绝对多数控制委内瑞拉国会，并否决政府当局的预算以及各项经济社会的政策。

## 选举制度
本次大会以无记名投票方式进行，并采用单一小选区制和比例制进行选举。除首都市为2名外，其他市各1名，共364名区域议员；在区域议员选举后选出8名原住民议员；来自8名农渔业、5名商业、5名残障弱势人群、24名学生、28名退休人士、24名社区委员会成员以及79名来自公共行政部门、服务业、社会领域、商业、个体经营、工业、建筑业、石油工业和交通运输部门的从业人员。

## 过程

### 提案
2017年5月1日，随着流血冲突的加剧，委内瑞拉总统马杜罗呼吁并援引宪法第347条召开制宪大会制定新宪法，以解决动荡不安的政局。

### 批准
5月23日，全国选举委员会主席蒂比赛·卢塞纳证实批准了总统的提议。

## 选举结果
在投票日当天下午，属反对派的委内瑞拉国会议长胡利奧·博爾赫斯表示参与投票活动的选民不到200万人、未超过一成。当晚全国选举委员会则宣布有8,089,230人（800万人）参与了投票，投票率为41.53%。

## 国际反应
欧洲联盟、美国以及阿根廷、巴西、哥伦比亚和墨西哥等国家表示不會承认委内瑞拉制宪大会。美国於2017年7月31日宣布对马杜罗实行制裁，禁止他进入美国並冻结他在美国的资产。
8月4日，中华人民共和国外交部表示，“我们注意到委内瑞拉制宪大会代表选举总体平稳举行，也注意到有关各方的反应。中方一贯奉行不干涉别国内政的原则，主张国与国之间应在平等相待、互相尊重、互不干涉内政原则基础上处理彼此关系。”